# Lady Godiva (film)
Lady Godiva – amerykański film historyczny z 1955 roku.

## Główne role
- Maureen O’Hara – Lady Godiva
- George Nader – Lord Leofric
- Victor McLaglen – Grimald
- Rex Reason – Harold
- Torin Thatcher – Lord Godwin
- Eduard Franz – Król Edward
- Leslie Bradley – Hrabia Eustace
- Robert Warwick – Humbert
- Arthur Gould-Porter – Thorold
- Grant Withers – Pendar

## Fabuła
XI-wieczna Anglia. Król Edward Wyznawca nakazuje lordowi saksońskiemu Leofricowi ożenić się z normańską kobietą, ale kiedy lord odmawia trafia do więzienia. Tam poznaje Godivę, siostrę szeryfa, z którą bierze ślub. Następne lata okazują się burzliwe: silniejsze wpływy Normanów i wzrost podatków zmusza ją do jazdy przez miasto nago...